# Деница Николова
Деница Пламенова Николова е български политик и икономист от ГЕРБ. Народен представител от ГЕРБ в XLV, XLVI, XLVII и XLVIII народно събрание.

## Биография
Деница Николова е родена на 23 юли 1977 г. в град Габрово, Народна република България. Завършва Профилирана езикова гимназия „Екзарх Йосиф I“ в град Ловеч, а след това специалност „Финанси“ в УНСС в София.
В периода от 2006 до 2010 г. работи в дирекция „Национален фонд“ в Министерството на финансите, от 2010 до 2013 г. е главен директор на Главна дирекция „Програмиране на регионалното развитие и Ръководител на Управляващия орган на ОПРР и член на Съвета на директорите на Фонд „ФЛАГ“. В периода от ноември 2014 г. до януари 2017 г. е заместник-министър на регионалното развитие и благоустройството и ръководител на Управляващия орган на ОПРР. От януари 2017 до май 2017 г. е член на Съвета на директорите на Фонд „ФЛАГ“
През май 2017 г. става заместник-министър на регионалното развитие и благоустройството и ръководител на Управляващия орган на ОПРР, а от 1 август 2017 г. е член на Надзорния съвет на „Фонд мениджър на финансови инструменти в България“ ЕАД.